# 雄馬
 ユーマ24 （ユーマ・トゥエンティフォー、1990年1月15日 - ）は、日本のプロレスラー。

## 来歴
- トリプルHに憧れてプロレスラーになることを志し、KAIENTAI DOJOへ入門。

2013年
- 6月16日 - 雄馬として「CLUB-K SUPER in Blue Field」における真霜拳號・稲松三郎・十嶋くにお戦（パートナーは滝澤大志・関根龍一）でデビュー。十嶋の裏STFに自らがギブアップし敗れ、試合後に十嶋らに拉致される。
- 7月6日 - 「CLUB-K 3000」で十嶋のもとで改造され登場。デビュー戦のショートタイツに素顔から一変し、青のつなぎに顔半分にペイントを施した怪奇派レスラーに変貌し、真霜率いるユニット（当時はまだユニット名はなかったが2014年から凶月として活動）に加入した。しかし、同日の試合（火野裕士・HIROKI・タンク永井戦、パートナーは真霜拳號・稲松三郎）は稲松が火野のFucking BOMBに敗れる。
- 9月1日 - この日行われた海王トーナメントにエントリーするが1回戦で真霜拳號に敗退。だが、このトーナメントで優勝した真霜からトロフィーと海王の称号を譲りうけた。
- 9月22日 - 「ヒロ・トウナイプロデュース興行」で星雄馬というリングネームで登場。マリーンズマスクと対戦するがウラカン・ラナに敗れる。
- 10月26日 - 「CLUB-K 3000」で柏大五郎と対戦し反則勝ち。デビュー4か月目にして初勝利を挙げるが試合後、反則決着を認めないコミッショナーの意向より、11月2日の「CLUB-K 3000」再試合が決定。
- 11月2日 - 柏と再戦するが両者リングアウトで引き分けとなり、11月9日の「CLUB-K 3000」2度目の再試合が決定。
- 11月9日 - 柏の2度目の再戦。十嶋の勧誘もあり勝利するが、試合後に柏が「負けたら髪を伸ばす」事を条件に11月16日の「CLUB-K SUPER in Blue Field」で3度目の再戦が決定する。
- 11月16日 - 柏と4度目のシングルを行うが、ダイビングヘッドバットに敗れ、真霜から譲り受けたトロフィーと海王の称号を剥奪。

2014年
- 1月26日 - TAKAみちのくが持つインディペンデント・ワールド・ジュニアヘビー級王座に挑戦するが敗れる。
- 3月2日 - 「CLUB-K SUPER in Blue Field」においてハードコアマッチに挑戦（バンビ・真琴・石橋葵戦、パートナーは真霜拳號・十嶋くにお）。椅子への合体ボディプレスでバンビからピンフォールを奪う。
- 7月19日 - この日からコスチュームを一新。水色のTシャツに黄土色のズボンとなり、顔半分だったペイントも顔全体へと変わった。同日の試合（マリーンズマスク・バンビ戦、パートナーは十嶋くにお）はマリーンズマスクの顔面ミサイルに敗れる。
- 9月16日 - 海王トーナメントに出場し、1回戦でタンク永井と対戦するが敗れる。
- 9月21日 - YMZに参戦。YMZの動画では凶月のグッズ管理などをしている姿などが映されていたりプライベートの姿も見られている。2016年現在定期参戦をしておりYMZのエースを自称している。
- 10月21日 - 「緊急特別平日プロレス」で葛西純と対戦するがパールハーバー・スプラッシュに敗れる。

2015年
- 3月22日 - EXトーナメントに出場し、TAKAみちのくを破る大金星を挙げるも、決勝戦で旭志織に敗れ、準優勝となる。
- 4月12日 - 十嶋とのタッグでリッキー・フジ・NASUバンデラス組の持つWEWハードコアタッグ王座に5WAYイリミネーションマッチで挑戦（他の挑戦者は稲松三郎・関根龍一組、柏大五郎・TEPPEI組、葛西純・吹本賢児組）。リッキーの9999に敗れ、失格となり、王座奪取はならなかった。

2016年
- 4月18日 - 十嶋とのタッグで関根龍一&那須晃太郎の持つWEWハードコアタッグ王座に挑戦し勝利。37代王者となる。デビュー3年目にして初のタイトル奪取となる。
- 11月6日 - 後楽園ホール大会にて全試合終了後にBozz連合のTシャツを着用し雄馬のマスクを着用した謎覆面の二人に拉致される。その後自分を見つめなおすため1ヶ月ほどの欠場が発表された。
- 12月4日 - 新木場大会で凶月を離脱してSFUに加入してリングネームを遊馬に改名。
- 12月17日 - 遊馬に改名後、SFUvs凶月10人タッグマッチ 45分3本勝負にて陽気なキャラクターに変貌を遂げた。
- 12月25日 - 本田アユムの持つUWA世界ミドル級王座に挑むも、本田のランニングダブルニーからの顔面ミサイルキックに敗れる。

2019年
- 1月13日 - 後楽園大会を最後に退団を表明。以降はフリーに転向。
- 5月18日 - YMZに参戦してリングネームをユーマ24に改名。

2024年
- 8月 - 拠点を地元札幌に移す。

## 得意技
- ファイナルカット
- ハッピーターン

## タイトル歴
- 第6代千葉6人タッグ王座 （パートナーは吉野コータロー、ダイナソー拓真）
- 第37代WEWハードコアタッグ王座（パートナーは十嶋くにお）

## 人物
- 怪奇派レスラーに変貌して以降、話すときはなぜか英語である（プライベートは不明）。
- Twitterは日本語である。
- 米山香織曰く「翻訳こんにゃくゼリー」なるものを食べると日本語がしゃべれるらしく、YMZの動画では日本語を話す雄馬の姿が確認できる。
- 凶月脱退時までタンク永井と金曜日22時からニコニコ生放送で『いきなり タンクニュース』という放送を行っており、ヒールらしからぬ一面を見ることができる。ちなみにこの放送時は日本語で話している。
- 2016年10月より稀に有った「雄馬のマスクは販売しないのか」という要望に応えて雄馬自らが製作する「ユーマスク」というマスクの販売を行っている。
- DJニラみたいと言われている。
- 体が柔らかいようで体がグニャとなっても辛くないらしい。
- 好きな食べ物はチャーハン、ザンギ、ケーキ。嫌いな食べ物はカブ。